# Jordi Magem Badals
Jordi Magem Badals, nacido en Manresa, Barcelona, el 24 de agosto de 1967. Es un Gran Maestro Internacional de ajedrez español.
Es el número 13 de España, en la lista de abril de 2016 de la FIDE, con un ELO de 2543.

## Resultados individuales
En 1981 obtuvo el Campeonato de Cataluña infantil.
En 1983, logró doblete ganando el Campeonato de Cataluña y de España en categoría juvenil.
En 1990 ganó su único título de campeón de España, superando al maestro internacional Marcelino Sión Castro. Resultando subcampeón en 3 ocasiones en 1986 por detrás de Ángel Martín González, 1993 por detrás de Lluis Comas Fabregó y 1997 por detrás de Pablo San Segundo Carrillo. Es dos veces campeón de Cataluña Individual, en los años 2008 y 2010, resultando subcampeón en el año 2009.
Desde el año 2016 es el director técnico de la Federacio Catalana d'escacs

## Resultados por equipos
Participó representando a España en las Olimpiadas de ajedrez en siete ocasiones en los años 1990 en Novi Sad, 1994 en Moscú, 1996 en Ereván, 1998 en Elistá, 2000 en Estambul, 2002 en Bled y en 2010 en Janti-Mansisk, y en el Campeonato de Europa de ajedrez por equipos en tres ocasiones, en los años 1992 en Debrecen, 1997 en Pula y 1999 en Batumi.
Desde el año 2005 milita en el equipo Sabadellense de la Sociedad Coral Colon, donde ha conseguido la Copa Catalana los años 2008,  2010, 2012 y 2014 el campeonato de Cataluña de partidas rápidas 2009, 2011, 2015, 2016, 2017, 2018 y el ascenso a division de Honor de ajedrez por equipos, tanto Catalana como Española en el 2008, el año 2009 llevó a la Sociedad Coral Colon a disputar la final four del Campeonato de España.
Los años 2010, 2013, 2017, 2018, 2019 y 2020 logra el prestigioso campeonato de Catalunya de ajedrez por equipos con su equipo la Societat Coral Colon de 
Sabadell.